# Мужество (фильм, 1980)
«Мужество» — советский семисерийный художественный телефильм 1980 года, снятый на киностудии имени Александра Довженко режиссёром Борисом Савченко по одноимённому роману Веры Кетлинской. Премьера на Центральном телевидении СССР состоялась 20 апреля 1981 года.

## Сюжет
Фильм рассказывает о строительстве Комсомольска-на-Амуре в 1932 году, подвиге молодёжи и судьбах комсомольцев.
В фильме используется документальная кинохроника первых советских пятилеток.

Этот фильм, снятый по мотивам романа Кетлинской «Мужество», воспроизводит волнующие страницы самого начала строительства города Комсомольск-на-Амуре в 1932 году. Почти полвека прошло с той поры. Фильм этот обращён как к людям старшего поколения, которые помнят как создавался Комсомольск, так и к молодёжи, для которой, деяние строителей Комсомольска служат примером, вдохновляющим советскую молодёжь на наших стойках, нынешней.
— вступительное слово Юрия Александровича Жукова, международного обозревателя газеты «Правда», депутата Верховного Совета СССР и Героя Социалистического труда

## В ролях
- Владимир Антоник — Андрей Круглов
- Наталья Андрейченко — Тоня
- Елена Драпеко — Клава
- Александр Галибин — Сергей Голицын
- Александр Кавалеров — Семён
- Фёдор Шмаков — Алексей Морозов
- Богдан Ступка — Николай Гранатов
- Светлана Суховей — Соня Тарнавская
- Ирина Алфёрова — Клара
- Валерий Ивченко — Эдуард Вернер
- Наталья Сумская — Галчонок
- Сергей Подгорный — Алексей Епифанов
- Виктор Маляревич — Генька Калюжный
- Николай Сектименко — Николка

## Съёмочная группа
- Режиссёр: Борис Савченко
- Сценарист: Александр Шлепянов
- Оператор: Валерий Рожко
- Декорации: Вячеслав Ершов, Георгий Прокопец
- Звукорежиссёр: Виктор Лукаш
- Композиторы: Виктор Лебедев, Леонид Клиничев
- Режиссёры: Владимир Горпенко, Гарри Тарнопольский
- Операторы: К. Бойко, С. Кудрявцев
- Монтаж: М. Пономаренко
- Грим: Алла Чуря
- Костюмы: Г. Агафонова, С. Рудько
- Комбинированные съёмки: Н. Шабаев

## Критика
Хотя роман В. Кетлинской, по которому снималась картина, в своё время называли «производственным романом», авторы фильма акцентировали внимание не на обстоятельствах технологического периода, а на узловых моментах формирования новой морали, на нравственных параметрах воссоздаваемого времени. И именно здесь обнаружились богатые возможности для художественной трактовки процесса становления характеров, что очень важно, так как герой картины многолик — это большой отряд первопроходцев. Всё, казалось бы, шло гладко. Но эта видимость сохранялась лишь до тех пор, пока не включились в действие архивные кинокадры, на этот раз давшие результат, совершенно противоположный ожидаемому. Авторы не потрудились найти соответствие внешнего вида телевизионных персонажей и подлинных строителей, которых запечатлела кинокамера сорок с лишним лет назад. Артисты в одеждах современного покроя, с причёсками типа «Мода-81» уже не вызывали доверия. Приукрашенность распространилась на всё действие.
— Юрий Пологонкин, газета «Советская культура», 28 апреля 1981 года

## Награды
- 1981 — Приз Госкино СССР и диплом Борису Савченко за режиссёрскую работу на Республиканском кинофестивале в Жданове[2]